# Liste der denkmalgeschützten Objekte in Jennersdorf
Die Liste der denkmalgeschützten Objekte in Jennersdorf enthält die 13 denkmalgeschützten, unbeweglichen Objekte der Gemeinde Jennersdorf im Burgenland (Bezirk Jennersdorf).

## Denkmäler
| Foto |                 | Denkmal                                                                               | Standort                                              | Beschreibung | Metadaten |
| ---- | --------------- | ------------------------------------------------------------------------------------- | ----------------------------------------------------- | --- | --- |
| ja   | Datei hochladen | Höhensiedlung Stoagupf HERIS-ID: 32933 Objekt-ID: 30176                               | Steinberg Standort KG: Grieselstein                   | | BDA-Hist.: Q37949895 Status: Bescheid Stand der BDA-Liste: 2025-06-30 Name: Höhensiedlung Stoagupf GstNr.: 2389                                                |
| ja   | Datei hochladen | Kreuzkapelle HERIS-ID: 15342 Objekt-ID: 11586seit 15. Oktober 2002                    | Standort KG: Grieselstein                             | | BDA-Hist.: Q37774647 Status: § 2a Stand der BDA-Liste: 2025-06-30 Name: Kreuzkapelle GstNr.: 285 Kreuzkapelle Grieselstein                                     |
| ja   | Datei hochladen | Maria-Theresien-Grenzstein HERIS-ID: 15343 Objekt-ID: 11587seit 15. Oktober 2002      | Standort KG: Grieselstein                             | Unter der Regierungszeit Maria Theresias wurden die Grenzsteine an der ehemaligen steirisch-ungarischen Grenze an jenen Stellen aufgestellt, an denen die Grenze in der Landschaft unübersichtlich war. Von der Dreiländerecke Slowenien-Steiermark-Burgenland bei Sichauf bis zum Lafnitztal zählt man acht dieser Steine. Sie sind aus verschiedenstem Material gefertigt (Kalksandstein, Tuff und anderem Lavagestein) und befinden sich heute nach ihrer Aufstellung vor etwa 260 Jahren in unterschiedlichem Zustand. Etwa die Hälfte von ihnen trägt noch deutlich die Jahreszahl 1756 und in der Dreiecksform die Buchstaben: M(aria) – R(egina) – H(ungariae). | BDA-Hist.: Q37774665 Status: § 2a Stand der BDA-Liste: 2025-06-30 Name: Maria-Theresien-Grenzstein GstNr.: 2290 Maria-Theresien-Grenzstein (Grieselstein)      |
| ja   | Datei hochladen | Hirczy-Kapelle HERIS-ID: 15250 Objekt-ID: 11493seit 15. Oktober 2002                  | Standort KG: Henndorf im Burgenland                   | | BDA-Hist.: Q37772961 Status: § 2a Stand der BDA-Liste: 2025-06-30 Name: Hirczy-Kapelle GstNr.: 642                                                             |
| ja   | Datei hochladen | Glasfenster von Giselbert Hoke im Kulturzentrum Jennersdorf HERIS-ID: 113932seit 2021 | Angerstraße 7 Standort KG: Jennersdorf                | Glasfenster von Giselbert Hoke im 1976 erbauten Kulturzentrum, jetzt Privatbesitz Anmerkung: Koordinaten des Kulturzentrums | BDA-Hist.: Q107559230 Status: Bescheid Stand der BDA-Liste: 2025-06-30 Name: Glasfenster von Giselbert Hoke im Kulturzentrum Jennersdorf GstNr.: 449           |
| ja   | Datei hochladen | Hügelgräberfeld Hart HERIS-ID: 32986 Objekt-ID: 30271                                 | Erlich Standort KG: Jennersdorf                       | | BDA-Hist.: Q37950173 Status: Bescheid Stand der BDA-Liste: 2025-06-30 Name: Hügelgräberfeld Hart GstNr.: 3545, 3546                                            |
| ja   | Datei hochladen | Bahnwärterhaus Jennersdorf und Nebengebäude HERIS-ID: 15248 Objekt-ID: 11489          | Hohenbrugger Straße 68 Standort KG: Jennersdorf       | | BDA-Hist.: Q37772932 Status: Bescheid Stand der BDA-Liste: 2025-06-30 Name: Bahnwärterhaus Jennersdorf und Nebengebäude GstNr.: 1877                           |
| ja   | Datei hochladen | Kath. Pfarrkirche hl. Wenzel HERIS-ID: 15246 Objekt-ID: 11487seit 15. Oktober 2002    | bei Hauptplatz 2 Standort KG: Jennersdorf             | Das Kirchengebäude stammt aus dem Jahr 1780 und ersetzte ein älteres Gebäude aus dem 16. Jahrhundert. Er ist ein Saalbau mit westlicher Turmfassade. Der Turm ist pilastergegliedert, von einem Zwiebelhelm bekrönt und durch Volutengiebel mit der Langhausfassade verbunden. | BDA-Hist.: Q14546819 Status: § 2a Stand der BDA-Liste: 2025-06-30 Name: Kath. Pfarrkirche hl. Wenzel GstNr.: 1 Pfarrkirche Jennersdorf                         |
| ja   | Datei hochladen | Kriegerdenkmal HERIS-ID: 15249 Objekt-ID: 11490seit 15. Oktober 2002                  | bei Hauptplatz 2 Standort KG: Jennersdorf             | | BDA-Hist.: Q37772943 Status: § 2a Stand der BDA-Liste: 2025-06-30 Name: Kriegerdenkmal GstNr.: 3 Kriegerdenkmal Jennersdorf                                    |
| ja   | Datei hochladen | Theresienkapelle HERIS-ID: 15337 Objekt-ID: 11581seit 15. Oktober 2002                | Grieselsteiner Straße 1, bei Standort KG: Jennersdorf | | BDA-Hist.: Q37774467 Status: § 2a Stand der BDA-Liste: 2025-06-30 Name: Theresienkapelle GstNr.: 305                                                           |
| ja   | Datei hochladen | Hügelgräberfeld Birich HERIS-ID: 15251 Objekt-ID: 11494                               | Birich Standort KG: Rax                               | Das Gebiet Birich zählt zu den größten Hügelgräberfeldern des Burgenlandes. Der antike Friedhof stammt aus dem 1. und 2. Jahrhundert. Er wurde 1873 entdeckt, wobei sich in allen Gräbern Keramikstücke fanden, in einigen sogar zur Gänze erhaltene Henkelkrüge und Dreifußschalen mit Deckel. Die Hügelgräber sind über einen Rund-Wanderpfad erreichbar. | BDA-Hist.: Q37772969 Status: Bescheid Stand der BDA-Liste: 2025-06-30 Name: Hügelgräberfeld Birich GstNr.: 1395, 1396, 1397, 1398, 1402 Hügelgräberfeld Birich |
| ja   | Datei hochladen | Hügelgräberfeld Birich HERIS-ID: 111211 Objekt-ID: 129000seit 2013                    | Birich Standort KG: Rax                               | siehe oben | BDA-Hist.: Q37822633 Status: Bescheid Stand der BDA-Liste: 2025-06-30 Name: Hügelgräberfeld Birich GstNr.: 1922, 1924 Hügelgräberfeld Birich                   |
| ja   | Datei hochladen | Franziskus-Bildstock HERIS-ID: 15355 Objekt-ID: 11599seit 15. Oktober 2002            | Standort KG: Rax                                      | | BDA-Hist.: Q37774803 Status: § 2a Stand der BDA-Liste: 2025-06-30 Name: Franziskus-Bildstock GstNr.: 1446                                                      |